# Bruno Malaguti
Bruno Malaguti (Finale Emilia, 5 dicembre 1887 – Roma, 2 dicembre 1945) è stato un generale italiano.

## Biografia
Dopo gli studi all'Accademia Militare di Modena (1909) partecipò alla prima guerra mondiale con il grado di sotto tenente in forza nel 5º Reggimento Bersaglieri sul Col di Lana, 1915 – 17, poi al comando di reparti aggregati in Francia sul fiume Mosa, nella regione delle Argonne, dove nel novembre 1918 i francesi riconquistarono territorio fermando definitivamente le truppe germaniche. Più volte ferito e promosso per meriti fu assegnato, a guerra finita, alla Commissione Interalleata in Germania con funzioni di controllo e collegamento. Nell'aprile 1928 venne promosso tenente colonnello e nel 1934 assunse il comando del 6º Reggimento Bersaglieri fino all'incarico di Sottocapo di Stato Maggiore di Corpo d'Armata nel 1937. Generale di Brigata, nel maggio 1940 fu inviato in Africa Settentrionale e poi nominato Sottocapo di Stato Maggiore. Generale di Divisione e Capo di Stato Maggiore nella campagna di Russia, dal 10 luglio 1942 alle dipendenze del gen. Italo Gariboldi fu alla testa dell'8ª Armata del Fronte Orientale comandata dal gen. Adalberto di Savoia. L'8ª Armata comprendeva legioni croate, divisioni tedesche, Romene, Ungheresi e Italiane dell'ARMIR nel quale confluirono anche i resti del CSIR comandato dal gen. Giovanni Messe. Originariamente destinati al Caucaso si attestarono sulla linea del Don dove nell'inverno 1942-43 vennero travolti dalla controffensiva Russa. Noti i fatti che alla fine di gennaio videro reparti degli Alpini ritirarsi in direzione Nikolaievka resistendo all'accerchiamento russo. La divisione Julia e la divisione Cuneense perduti i contatti diressero a sud avendo la peggio, mentre la divisione Tridentina riuscì in un disperato attacco a crearsi un varco che salvò non meno di 18.000 soldati. La conoscenza del territorio ed i rifornimenti degli alleati anglo-americani determinarono la superiorità militare Sovietica costringendo le divisioni italiane e germaniche alla disfatta. Dal 20 agosto 1942 al 20 febbraio 1943 dei 229.000 soldati Italiani 88.548 furono dichiarati morti o dispersi, nel marzo-aprile 1943 l'ARMIR rientrò in Italia e i reparti furono riassegnati o definitivamente sciolti.

## L'8 settembre 1943 nella Venezia Giulia
Nei giorni precedenti il proclama del maresciallo Badoglio la dislocazione delle truppe Italiane al confine orientale era la seguente: la divisione Julia al comando del generale Franco Testi (capo di SM ten. col. Luigi Zenga) in val d'Isonzo, in val Badia e nell'Alto di Friuli; il 14º comando Guardia di Frontiera a Tarvisio, Piedicolle e nella zona Vipacco-Postumia; la divisione Torino al comando del generale Bruno Malaguti nel goriziano (comandante della fanteria gen. Arnaldo Pavan e capo di SM ten. col. Giuseppe Spoliti) . I tedeschi informati di un imminente armistizio scesero in forza da Villaco, nell'alto Friuli, i reparti Italiani già dal 26 agosto intimarono prima e opposero resistenza armata poi. Gli scontri furono a tratti cruenti e si protrassero fino al 12 settembre, partigiani affiancarono a Prevallo i soldati Italiani mentre operai armati in città diedero il via alla battaglia di Gorizia. La divisione Torino respinse tutti gli attacchi tedeschi dal 9 all'11 settembre. Imbattuta, il 12 dovette ripiegare per ordine del comando del 24º Corpo d'Armata (gen. Licurgo Zannini) di Udine. Prima d'essere destituito il generale Malaguti ordinò di liberare tutti i detenuti politici dalle carceri e dai campi di concentramento. Arrestato dai tedeschi fu internato nello Stammlager XX-A della fortezza di Thorn in Polonia e dichiarato nemico della Germania. Nel marzo 1944 fu consegnato alla RSI e detenuto presso le carceri politiche di Verona, Venezia e Brescia fu processato dal Tribunale speciale di guerra nel gennaio 1945. I militari italiani pagarono per questo loro comportamento un grosso tributo: 157 caduti dei quali 29 fanti della "Torino" catturati dai tedeschi a Salcano, fucilati e sepolti in una vecchia trincea a  Sella Montesanto. Dopo l'8 settembre ben 12 divisioni Italiane del fronte orientale Italiano rifiutarono di consegnare le armi generando gruppi di resistenza armata come la brigata Osoppo e la più nota Garibaldi costituita nel dicembre 1943 da soldati delle divisioni Taurinense e Venezia.
Il generale Bruno Malaguti, fu liberato il 25 aprile 1945 scampando con altri ufficiali alla fucilazione ordinata dalla RSI. Trasferito a Roma per ordine del comando Alleato, rimase a disposizione del Ministero della Difesa come ufficiale a rapporto. Ricoverato all'ospedale Virgilio di Roma, morì il 2 dicembre 1945 per le conseguenze della prigionia.